# Jacques Théolier
Jacques Théolier (...) è un allenatore di sci alpino francese.
È padre di Steven, sciatore alpino delle nazionali francese e olandese.

## Biografia
Originario di Modane, è un allenatore specializzato nelle prove tecniche (slalom gigante e slalom speciale). Ha guidato gli slalomisti della nazionale francese dal 1994 al 2009, portando al successo, tra gli altri, Jean-Baptiste Grange (vincitore di una Coppa del Mondo di slalom speciale) e Julien Lizeroux (medaglia d'argento in slalom speciale e in supercombinata ai Mondiali di Val-d'Isère 2009).
In seguito, dal 2009 al 2014, è stato tecnico della nazionale italiana nei quadri della Federazione italiana sport invernali; tra gli atleti che ha portato ai massimi livelli figurano Giuliano Razzoli (oro olimpico a Vancouver 2010), Manfred Mölgg (bronzo iridato a Garmisch-Partenkirchen 2011), Cristian Deville e Stefano Gross.